# Lyssomanes paravelox
Lyssomanes paravelox là một loài nhện trong họ Salticidae.
Loài này thuộc chi Lyssomanes. Lyssomanes paravelox được Dmitri Viktorovich Logunov miêu tả năm 2002.